# Чад на Универсиадах
Чад принимает участие в Универсиадах начиная с летней Универсиады 1987 года в Загребе. На зимних Универсиадах спортивная делегация Чада не участвовала ни разу.
На настоящее время (после летней Универсиады 2021 и зимней Универсиады 2023) спортсмены Чада на всех Универсиадах медалей не завоевали.